# Saison 2002-2003 de Manchester United
Maillots
Chronologie
Saison précédente Saison suivante
La saison 2002-2003 est la 11e saison de Manchester United en Premier League, et leur 28e consécutive dans les meilleures divisions du football anglais. Cette saison voit le club finir au top du classement de la Premier League, après leur pire fin de saison en Premier League la saison précédente, quand ils ont fini 3e après avoir été longtemps premiers. Pour gagner le titre, l'équipe devait rattraper Arsenal qui avait huit points d'avance au début du mois de mars. United a une nouvelle fois échoué en finale de la League Cup cette fois contre Liverpool. Le club a battu le record anglais de transfert pour la troisième fois de l'année quand ils ont acheté le joueur de Leeds United, le défenseur Rio Ferdinand pour 29,1 £.
À la fin de la saison, le milieu de terrain David Beckham décide de partir au Real Madrid pour un montant de 25 £ millions, après avoir passé 12 ans à United (dont 8 ans comme titulaire régulier). Au même moment, le défenseur central de 37 ans, Laurent Blanc annonce son départ à la retraite. Le défenseur anglais David May a finalement obtenu un transfert libre après 9 ans au club, les 5 dernières durant lesquelles il a vu ses opportunités de jouer limitées à quelques apparitions.

## Résumé de la saison
Après la fin de la saison précédente où ils ont laissé le titre à Arsenal et ont fini 3e derrière un Liverpool rajeuni, Alex Ferguson réitère son désir de dominer le football anglais en signant un contrat de trois ans à la fin de l'hiver 2002. À la fin de la saison, Ferguson a atteint son objectif et mené Manchester United à leur quinzième titre en championnat, grâce notamment à la forme du buteur Ruud van Nistelrooy qui a marqué 25 buts pendant le run-in. L'entraîneur a aussi assemblé une nouvelle défense incluant le joueur juste signé Rio Ferdinand, dont le transfert fut le plus gros transfert en Angleterre, et le record mondial pour un défenseur.
Les Red Devils leur reconquête du tire de Premier League à domicile contre le promu West Bromwich Albion et ont récolté les trois points grâce au super-remplaçant Ole Gunnar Solskjær qui marqua un but en fin de partie. Les résultats ne viennent pas comme Ferguson l'espère et quand l'automne approche, Manchester United rencontre son pire début de saison depuis l'inauguration de la Premier League, se trouvant à la 10e place. Les choses ne vont pas mieux et les défaites contre Bolton Wanderers et Leeds United sont éclipsées par une défaite lors du derby contre Manchester City en novembre qui mène à un réduire l'écart à 4 points entre ces derniers et les leaders Liverpool. Suivant une victoire difficile contre Newcastle United, l'équipe embarque pour une série de victoires qui inclut leur principal adversaire Liverpool, les battants de West Ham et les tenants du titre Arsenal qui les aide à rattraper leur sinistre début en Premier League et les rapproche de leur objectif. Bien qu'ils perdent lors du Boxing Day à Middlesbrough, l'équipe est à la troisième place, cinq points derrière Arsenal à la fin de l'année.
La défaite de Middlesbrough le 22 décembre a fini par devenir leur dernière défaite de la saison, alors que les séries de victoires de dernière minute contre Sunderland et Chelsea en janvier les aident à maintenir la pression sur les leaders fragiles Arsenal, qui se battaient contre une crise des gardiens. Après le match nul de United à Bolton lors d'un match tardif le 22 février, Arsenal a une chance de mener de 5 points la Premier League, à la condition qu'ils l'emportent à Maine Road. Une performance cinq étoiles assurée par un bon football offensif qui leur a permis d'avoir virtuellement une main sur le trophée. Cependant la différence dans la course au titre a été réduite à deux points après que Blackburn fasse un match sensationnel, battant les tenants du titre à domicile, alors que United enregistre une victoire contre Aston Villa grâce à un but de David Beckham.
Avril commence avec une victoire impitoyable à Old Trafford contre Liverpool, qui leur a permis de récupérer la première place du classement, bien que temporaire. Cependant, le but tardif de Kolo Touré contre son camp, offre à Aston Villa un point quand Arsenal aurait peut être pris les trois. À la fin de la semaine, seule la différence de buts sépare les deux premiers, favorisant les Gunners. Une déroute 6–2 à Newcastle précède le match de la saison : contre Arsenal à Highbury. Un nul  2–2 n'est pas décisif, mais il était à l'avantage de Manchester United, qui maintient un avantage de trois points, même si les Gunners avaient un match de retard et une légère différence de buts. Malgré une déception européenne – cette fois due au Real Madrid à travers un impressionnante performance de Ronaldo – un retour de Bolton Wanderers réduit les espoirs d'Arsenal de se maintenir à cette position et place Manchester United comme seul favori pour le titre. United n'a pas bluffé, se baladant 4–1 à domicile contre Charlton Athletic et a décroché son 8e titre en onze saison après la défaite d'Arsenal à domicile contre Leeds le lendemain.
Manchester United a terminé sa saison victorieuse en championnat par une victoire 2–1 contre Everton, David Beckham a marqué le but de la victoire pour United lors du match qui marqua sa dernière apparition sous les couleurs du club.

## Pré-saison et amicaux
| Amical          | Shelbourne | 0-5 | Manchester United                                                                     |                                                 |                                                 |
| 20 juillet 2002 |            |     | van Nistelrooy 17e · van Nistelrooy 20e · Forlán 22e · Yorke 60e · van Nistelrooy 63e | Tolka Park, Dublin Irlande Spectateurs : 10 000 | Tolka Park, Dublin Irlande Spectateurs : 10 000 |

| Amical          | Chesterfield | 0-5 | Manchester United                                                        |                                                             |                                                             |
| 27 juillet 2002 |              |     | Blanc 19e · van Nistelrooy 54e · Forlán 80e · Keane 83e · Richardson 86e | Proact Stadium, Chesterfield Angleterre Spectateurs : 6 583 | Proact Stadium, Chesterfield Angleterre Spectateurs : 6 583 |

| Mel Machin (en) Testimonial | Bournemouth                                 | 2-3 | Manchester United                                            |                                                        |                                                        |
| 27 juillet 2002 16 h UTC+0  | Adrian Caceres (en) 27e · Carl Fletcher 46e |     | Verón 33e · Ben Muirhead (en) 61e · Michael Steward (en) 66e | Dean Court, Bournemouth Angleterre Spectateurs : 8 104 | Dean Court, Bournemouth Angleterre Spectateurs : 8 104 |
| 27 juillet 2002 16 h UTC+0  |                                             |     |                                                              | Dean Court, Bournemouth Angleterre Spectateurs : 8 104 | Dean Court, Bournemouth Angleterre Spectateurs : 8 104 |

| Amical          | Vålerenga | 1-2 | Manchester United               |                                                     |                                                     |
| 30 juillet 2002 | Kah 77e   |     | Solskjær 26e (pen.) · Keane 84e | Ullevaal Stadion, Oslo Norvège Spectateurs : 25 572 | Ullevaal Stadion, Oslo Norvège Spectateurs : 25 572 |
| 30 juillet 2002 |           |     |                                 | Ullevaal Stadion, Oslo Norvège Spectateurs : 25 572 | Ullevaal Stadion, Oslo Norvège Spectateurs : 25 572 |

| Tournoi d'Amsterdam    | Ajax Amsterdam               | 2-1 | Manchester United |                                     |                                     |
| 2 août 2002 20 h UTC+2 | Sikora 39e · Ibrahimović 75e |     | Scholes 78e       | Amsterdam ArenA, Amsterdam Pays-Bas | Amsterdam ArenA, Amsterdam Pays-Bas |
| 2 août 2002 20 h UTC+2 |                              |     |                   | Amsterdam ArenA, Amsterdam Pays-Bas | Amsterdam ArenA, Amsterdam Pays-Bas |

| Tournoi d'Amsterdam    | Parme | 0-3 | Manchester United                    |                                     |                                     |
| 4 août 2002 16 h UTC+2 |       |     | Giggs 23e · Verón 50e · Solskjær 55e | Amsterdam ArenA, Amsterdam Pays-Bas | Amsterdam ArenA, Amsterdam Pays-Bas |
| 4 août 2002 16 h UTC+2 |       |     |                                      | Amsterdam ArenA, Amsterdam Pays-Bas | Amsterdam ArenA, Amsterdam Pays-Bas |

| Amical      | Århus Fremad | 0-5 | Manchester United                                                               |                                                               |                                                               |
| 6 août 2002 |              |     | van Nistelrooy 44e · Solksjær 71e · Giggs 81e · van Nistelrooy 80e · Forlán 87e | Riisvangen Stadion (en), Aarhus Danemark Spectateurs : 20 500 | Riisvangen Stadion (en), Aarhus Danemark Spectateurs : 20 500 |

| Amical       | Manchester United                       | 2-0 | Boca Juniors |                                                                                 |                                                                                 |
| 10 août 2002 | van Nistelrooy 23e · van Nistelrooy 40e |     |              | Old Trafford, Manchester Angleterre Spectateurs : 56 724 Arbitrage : Mike Riley | Old Trafford, Manchester Angleterre Spectateurs : 56 724 Arbitrage : Mike Riley |
| 10 août 2002 |                                         |     |              | Old Trafford, Manchester Angleterre Spectateurs : 56 724 Arbitrage : Mike Riley | Old Trafford, Manchester Angleterre Spectateurs : 56 724 Arbitrage : Mike Riley |